# Florin Piersic
Florin Piersic (ur. 27 stycznia 1936 w Klużu-Napoce) – rumuński aktor teatralny i filmowy.

## Życiorys
Florin Piersic urodził się w mieście Kluż-Napoka, które w 1940 na mocy drugiego arbitrażu wiedeńskiego stało się częścią Węgier. W związku z sytuacją polityczną rodzice przenieśli się do Czerniowców, gdzie ojciec, Ștefan Piersic, był lekarzem weterynarii. Po kolejnych zmianach administracyjnych powrócili do Kluż-Napoka. Florin studiował na Narodowym Uniwersytecie Teatru i Sztuki Filmowej „I.L. Caragiale” w Bukareszcie.
W 1959 dołączył do regularnej obsady Rumuńskiego Teatru Narodowego, gdzie występował w licznych produkcjach, aż do przejścia na emeryturę w 1989. Zadebiutował w sztuce G.B. Shawa Uczeń diabła rolą Richarda. W 1958 zadebiutował na ekranie we francusko-rumuńskiej koprodukcji Rzeź na pustyni. Film był nominowany do Złotej Palmy w Cannes. Wystąpił w ponad czterdziestu filmach, w większości w erze Ceaușescu.
W 2009 otrzymał nagrodę Lifetime Achievement Award podczas Transilvania International Film Festival.

## Życie prywatne
Florin Piersic trzykrotnie był żonaty. Pierwszą żoną była Tatiana Iekel, z którą ma syna Florina Jr., kolejno poślubił Annę Széles, matkę drugiego syna, Daniela. W 1993 poślubił Annę Török.

## Filmografia
- 1958: Ciulinii Baraganului (Rzeź na pustyni)
- 1959: O Poveste ca în basme
- 1960: Aproape de soare
- 1961: S-a furat o bomba (Skradziono bombę)
- 1963: Pasi spre luna
- 1965: De-as fi Harap Alb
- 1965: Neamul Șoimăreștilor
- 1966: Sept hommes et une garce
- 1967: Tunelul (Tunel)
- 1967: Bolondos vakáció (Wspaniałe wakacje)
- 1968: Columna (Kolumna Trajana)
- 1968: Kampf um Rom I (Walka o Rzym, część I)
- 1969: Kampf um Rom II – Der Verrat (Walka o Rzym, część II)
- 1969: Oswobożdienije (Wyzwolenie)
- 1970: Haiducii lui Șaptecai (Hajducy kapitana Angela)
- 1970: Mihai Viteazul (Michał Waleczny)
- 1970: Zestrea domniței Ralu (Posag księżniczki Ralu)
- 1971: Săptămîna nebunilor (Tydzień szaleńców)
- 1972: Aventuri la Marea Neagră
- 1972: Parașutiștii
- 1973: Un August în flăcări
- 1973: Explozia
- 1973: Frații Jderi
- 1974: Agentul straniu
- 1974: Ștefan cel Mare
- 1975: Elixirul tinereții (Eliksir młodości)
- 1976: Cuibul salamandrelor
- 1976: Pintea
- 1977: Războiul Independenței
- 1977: Eu, tu și... Ovidiu
- 1977: Regasirea (Odnaleziona)
- 1979: Ultima frontiera a mortii
- 1980: Drumul oaselor (Droga szkieletów)
- 1980: Visul unei nopți de iarnă
- 1982: Trandafirul galben (Żółta róża)
- 1983: Misterele Bucureștilor
- 1983: Un accident numit Duffy
- 1983: O lebădă iarna
- 1985: Rămășagul (Czarodziejski kogucik)
- 1985: Colierul de turcoaze
- 1985: Masca de argint (Srebrna maska)
- 1985: Racolarea
- 1986: Totul se plătește
- 1987: În fiecare zi mi-e dor de tine
- 2003: Donau, Duna, Dunaj, Dunav, Dunarea (Dunaj)
- 2006: Lacrimi de iubire